# 康奈·柴特吉
康奈·柴特吉（英語：Kanai Chatterjee；1933年—1982年），或译为卡奈·查特吉，常被称为KC，孟加拉族，是印度毛主义革命者，印度毛主义共产主义中心创始人。

## 生平
1933年出生于英属印度巴里薩爾縣巴鲁哈利村（Baruikhali village）。学生时期参与了反英运动。他获得商业学士学位，加入印度共产党领导的学生运动。
1953年，他开始在加尔各答的蒂利亚拉工作。于1959年成为印度共产党的巴利根戈县委员会书记。他还积极参与了食物运动，并被警察开枪打伤。1962年，他在中印边境战争时被捕。1966年，查特吉与另一位活动家阿穆利亚·森（Amulya Sen）共同创办了杂志《南国》，以反对修正主义。
1967年纳萨尔巴里起义是查鲁·马宗达领导的，但由于意识形态差异，《南国》派未加入查鲁·马宗达建立的印度共产党（马列）。1969年10月20日，《南国》派形成组织，起名为毛主义共产主义中心。1982年病逝，死时仍处地下状态。